# Delimitación por extensión (taxonomía)
En taxonomía, la delimitación por extensión o definición por extensión de un taxón es la enumeración de todos los organismos que pertenecen a un taxón, o de todos los subtaxones que pertenecen al taxón si es que éstos a su vez están definidos por la lista de los organismos que los componen. Se diferencia de la circunscripción (o delimitación, sin ningún adjetivo, o definición por circunscripción) y del concepto de taxón (o delimitación conceptual, o definición conceptual).
El término "definición" es definido muy variadamente por diferentes autores.